# Вулиця В'ячеслава Чорновола (Одеса)

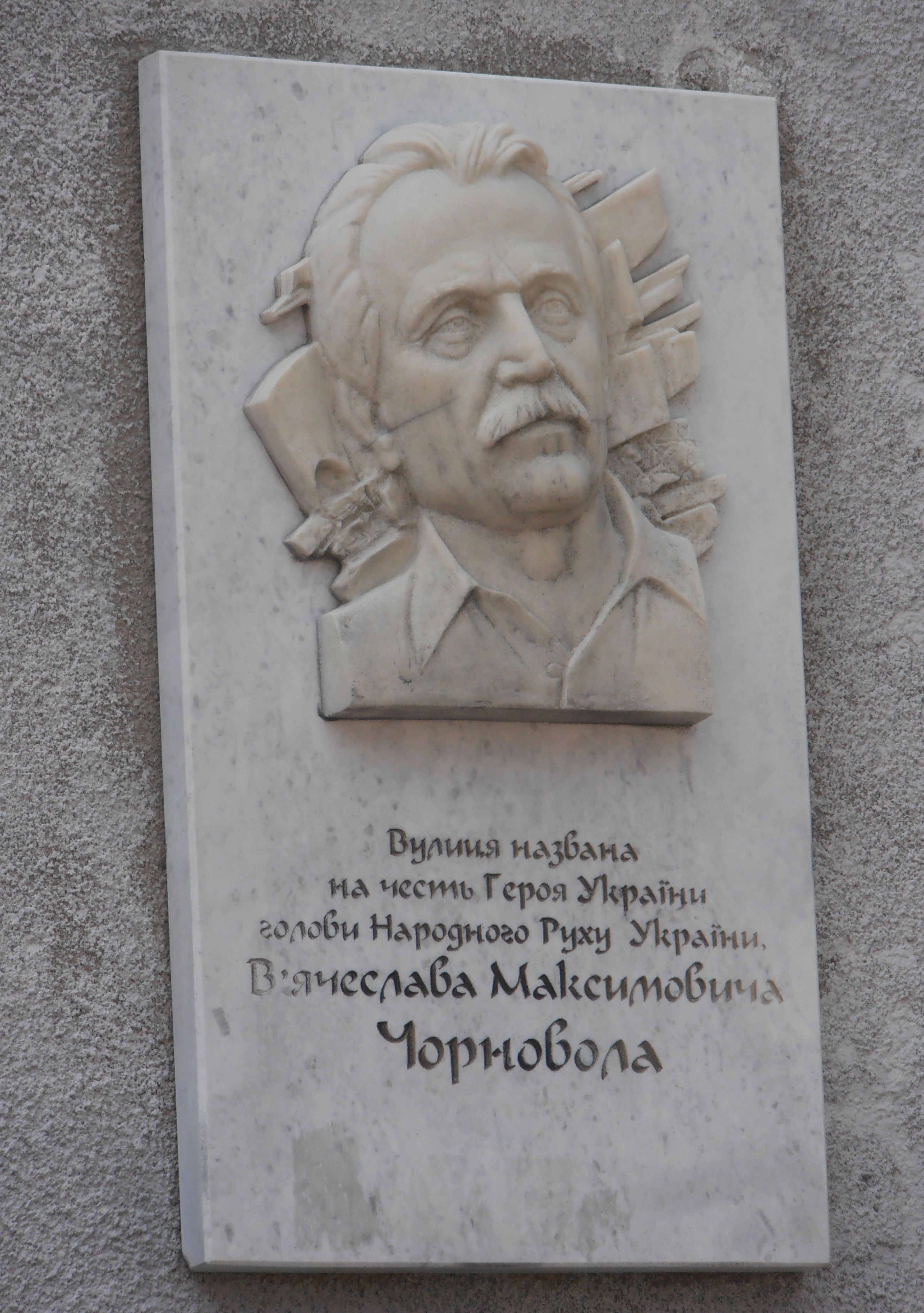
Меморіальна дошка Чорноволу

Вулиця В'ячеслава Чорновола — вулиця в Історичному центрі Одеси, пролягає від вулиці Великої Арнаутської до вулиці Пантелеймонівської.

## Історія
Первісно мала назву вулиця Нова (перша згадка — 1828 рік), що складала єдине ціле з нинішньою вулицею Маразліївською, однак побудовані в середині XIX століття канатні виробництва Новікових і Мєшкових розділили ці вулиці. Перша частина вулиці згодом стала Михайлівською, а з 1895 року — Маразліївською, а друга так і залишилася під назвою Нова.
За радянських часів — вулиця Соколовської, на честь революціонерки Софії Соколовської.
У 2008 році, в зв'язку з 70-річчям від дня народження видатного українського політика, державного діяча і публіциста В'ячеслава Чорновола вулиця Нова була перейменована на його честь (рішення Одеської міської ради № 2953-V від 10.07.2008 р.).

## Будівлі
Забудова вулиці — здебільшого 1-3-поверхові будинки 1850-1910-х років.